# A Tree Grows in Springfield
A Tree Grows in Springfield (рус. Дерево, растущее в Спрингфилде) — шестой эпизод двадцать четвёртого сезона мультсериала «Симпсоны». Выпущен 25 ноября 2012 года в США на телеканале «FOX».

## Сюжет
Из-за череды невезений Гомер в тяжёлой депрессии, и Лиза решает его приободрить. Она покупает билет школьной лотереи и дарит его Гомеру, он выигрывает планшет MyPad (пародия на iPad). Гомер увлекается им, но роняет и ломает его. Гомер вновь расстроен, и тут Нед Фландерс обнаруживает, что на дереве во дворе Симпсонов древесным соком написано «Надежда». Все, особенно Гомер, считают это чудом. Однако Кент Брокман, намереваясь узнать правду и разрушить всеобщие надежды, находит видео, показывающее, что кто-то пишет слово «Надежда» на дереве кленовым сиропом. Гомер грустит, но Мардж убеждает его, что если кто-то написал послание на дереве, то оно было именно для него. Гомер успокаивается. Ночью выясняется, что именно он писал слово на дереве, ходя во сне.
Эпизод заканчивается странным сюжетом, не связанным с содержанием серии: под песню в мотиве серенады игрушечный эльф добивается любви куклы Малибу Стейси, спасая ее от грозного Смешка на батарейках.

## Отношение критиков и публики
Эпизод просмотрело 7.46 миллионов зрителей 18-49 лет, и он получил рейтинг 3.3, обогнав эпизоды других мультсериалов ночью. Роберт Дэвид Салливан из «The A.V. Club» дал эпизоду оценку B- со словами «Эпизод как бы возвратил нас в прошлое, к эпизодам, в которых был мягкий, но низкий юмор». Позже сценарист Стефани Гиллис была номинирована на премию «Энни» 2013 года.